# Bredared
Bredared är en tätort i  Borås kommun i Västra Götalands län och kyrkbyn i Bredareds socken. Den ligger ca 6 km väster om Fristad.
Bredareds kyrka ligger i tätorten.
Bredareds Golfklubb öppnade 1992 och är en 18-håls golfbana mitt i Västergötland.
I Bredared finns vidare en idrottsförening, Bredareds IF (BIF). Föreningen grundades den 1 april 1937 och har i dag verksamhet inom orientering, skidor och fotboll.

## Befolkningsutveckling
| Befolkningsutvecklingen i Bredared 1975–2020 | Befolkningsutvecklingen i Bredared 1975–2020 | Befolkningsutvecklingen i Bredared 1975–2020 | Befolkningsutvecklingen i Bredared 1975–2020 | Befolkningsutvecklingen i Bredared 1975–2020 |
| -------------------------------------------- | -------------------------------------------- | -------------------------------------------- | -------------------------------------------- | -------------------------------------------- |
|                                              |                                              |                                              |                                              |                                              |
| År                                           |                                              |                                              | Folkmängd                                    | Areal (ha)                                   |
| 1975                                         | 1975                                         |                                              | 200                                          |                                              |
| 1990                                         | 1990                                         |                                              | 284                                          | 29                                           |
| 1995                                         | 1995                                         |                                              | 296                                          | 31                                           |
| 2000                                         | 2000                                         |                                              | 282                                          | 31                                           |
| 2005                                         | 2005                                         |                                              | 264                                          | 31                                           |
| 2010                                         | 2010                                         |                                              | 227                                          | 31                                           |
| 2015                                         | 2015                                         |                                              | 313                                          | 61                                           |
| 2020                                         | 2020                                         |                                              | 379                                          | 86                                           |
| Anm.: Ny tätort 1975                         |                                              |                                              |                                              |                                              |